# Романова, Ирина Николаевна
Ирина Николаевна Романова (укр. Ірина Романова; род. 20 апреля 1972, Одесса) — советская и украинская фигуристка, выступавшая в танцах на льду в паре с Игорем Ярошенко. Они — бронзовые призёры чемпионата СССР, пятикратные чемпионы Украины, бронзовые призёры чемпионата Европы и многократные призёры этапов серии Гран-при.

## Карьера
Ирина Романова и Игорь Ярошенко — первые в истории независимой Украины призёры чемпионата Европы в танцах на льду. Тренировались в группе у Натальи Линичук, позже перешли к Татьяне Тарасовой. После Олимпиады-1998 ушли из спорта и решили остаться в Массачусетсе, где тогда катались с Татьяной Анатольевной Тарасовой. Но не найдя подходящего места работы переехали в Делавэр, где начали работать с маленькими детьми. С 2008 года Ирина работает хореографом в группе Присциллы Хилл с Эшли Вагнер и Виктором Пфайфером. Некоторое время вместе с мужем тренировала израильскую пару Александра Зарецкая / Роман Зарецкий.

## Семья
В 1991 году вышла замуж за партнёра Игоря Ярошенко. В 2002 году родила сына Никиту.

## Результаты
(с И. Ярошенко)
| Соревнование/Сезон         | 1990—1991 | 1991—1992 | 1992—1993 | 1993—1994 | 1994—1995 | 1995—1996 | 1996—1997 | 1997—1998 |
| -------------------------- | --------- | --------- | --------- | --------- | --------- | --------- | --------- | --------- |
| Зимние Олимпийские игры    |           |           |           | 7         |           |           |           | 9         |
| Чемпионаты мира            |           |           | 7         | 4         | 8         | 5         | 8         | 7         |
| Чемпионаты Европы          |           |           | 7         | 7         | 7         | 3         | 6         | 8         |
| Чемпионаты Украины         |           |           |           | 1         | 1         | 1         | 1         | 1         |
| Чемпионаты СССР            |           | 3         |           |           |           |           |           |           |
| Финалы Гран-при            |           |           |           |           |           |           | 4         |           |
| Skate America              |           |           |           |           |           |           | 5         |           |
| Skate Canada International | 2         | 5         |           |           |           | 3         |           |           |
| Trophée Lalique            |           |           | 2         |           |           | 3         | 3         | 3         |
| NHK Trophy                 |           |           | 4         | 2         |           |           | 3         |           |
| Nations Cup                | 1         |           |           | 1         |           | 2         |           | 3         |
| Зимние Универсиады         | 2         |           |           |           |           |           |           |           |